# Archie Thompson
Archibald „Archie“ Gerald Thompson (* 23. Oktober 1978 in Otorohanga, Neuseeland) ist ein ehemaliger australischer Fußballspieler pākehischer und papua-neuguineischer Herkunft.

## Karriere
Verein
Zur Saison 2005/06 wechselte Thompson in die A-League Men zu Melbourne Victory, wo er drei australische Meisterschaften gewann. In seiner Zeit nahm er mit dem Verein in vier Saisons an der AFC Champions League Elite teil.
Nach der Saison 2016/17 verließ Thompson den Erstligisten nach über elf Jahren im Verein.
Im Januar 2017 schloss er sich dem australischen Verein Murray United an. Nach einem ablösefreien Wechsel zum spanischen Club Racing Murcia beendete Thompson seine Karriere im September 2019.
Nationalmannschaft
Der australische Stürmer bestritt sein erstes Länderspiel am 28. Februar 2001 in der Partie gegen Kolumbien. Weltweit bekannt wurde er am 11. April 2001. In seinem dritten Länderspiel erzielte er 13 Tore beim 31:0 gegen Amerikanisch-Samoa im australischen Badeort Coffs Harbour. Damit stellten sowohl er als auch sein Nationalteam einen neuen Tor-Rekord auf Nationalmannschaftsebene auf.
Thompson gewann mit der australischen Nationalmannschaft den OFC-Nationen-Pokal 2004 und nahm am Konföderationen-Pokal 2005 in Deutschland teil. Zur Fußball-Weltmeisterschaft 2006 wurde er von Trainer Guus Hiddink in den Kader berufen, blieb aber ohne Einsatz im Turnier. Bei den Olympischen Sommerspielen 2008 kam der Australier in zwei Gruppenspielen zum Einsatz.
Am 7. Dezember 2012 erzielte Thompson nach seiner Einwechslung in der 56. Minute im Spiel gegen Guam in der Qualifikation für die Ostasienmeisterschaft 2013 innerhalb von fünf Minuten den schnellsten anerkannten Hattrick in einem offiziellen Länderspiel. Er traf beim 9:0-Sieg der Australier gegen den Weltranglisten-181. in der 59., 63. und 65. Minute.
In insgesamt 46 Länderspielen erzielte Thompson 28 Tore, damit liegt er auf Platz drei der besten australischen Torschützen. (Stand vom 6. Juli 2024)